# Polydactylus macrophthalmus
Polydactylus macrophthalmus és una espècie de peix pertanyent a la família dels polinèmids.
Es troba a Borneo (riu Kapuas)
i Sumatra (rius Musi i Batanghari).
És un peix d'aigua dolça, demersal i de clima tropical.
Pot arribar a fer 52 cm de llargària màxima. Té el cos esvelt amb 9 espines i 13-14 radis tous a l'aleta (fisiologia animal)|aleta dorsal i 3 espines i 11 radis tous a l'anal. El perfil occipital és còncau en els adults. Té 7 filaments pectorals (dels quals, 3 s'estenen més enllà de la base de l'aleta caudal i el cinquè depassa l'extrem del lòbul de l'esmentada aleta, i que li serveixen per cercar aliment a les aigües fangoses i tèrboles).
Les aletes pectorals són allargades.
És consumit com a aliment al llarg del riu Kapuas (Borneo).
És inofensiu per als humans.